# John C. Kluczynski

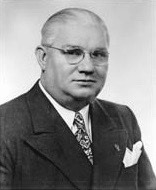
John C. Kluczynski

John Carl Kluczynski (* 15. Februar 1896 in Chicago, Illinois; † 26. Januar 1975 ebenda) war ein US-amerikanischer Politiker. Zwischen 1951 und 1975 vertrat er den Bundesstaat Illinois im US-Repräsentantenhaus.

## Werdegang
John Kluczynski besuchte die öffentlichen Schulen seiner Heimat. In den Jahren 1918 und 1919 war er in der Endphase des Ersten Weltkrieges Korporal in der US Army. Dabei war er als Mitglied einer Artillerieeinheit auf dem europäischen Kriegsschauplatz eingesetzt. Später stieg er in Chicago in das Catering-Geschäft ein. Gleichzeitig schlug er als Mitglied der Demokratischen Partei eine politische Laufbahn ein. Zwischen 1933 und 1948 war er Abgeordneter im Repräsentantenhaus von Illinois; in den Jahren 1948 und 1949 gehörte er dem Staatssenat an.
Bei den Kongresswahlen des Jahres 1950 wurde Kluczynski im fünften Wahlbezirk von Illinois in das US-Repräsentantenhaus in Washington, D.C. gewählt, wo er am 3. Januar 1951 als Nachfolger des verstorbenen Martin Gorski sein neues Mandat antrat. Nach zwölf Wiederwahlen konnte er bis zu seinem Tod am 26. Januar 1975 im Kongress verbleiben. In seine Zeit im Kongress fielen der Kalte Krieg, der Koreakrieg, der Vietnamkrieg sowie innenpolitisch die Bürgerrechtsbewegung und 1974 die Watergate-Affäre.